# Залесовский сельсовет (Алтайский край)
Залесовский сельсовет — упразднённое муниципальное образование со статусом сельского поселения и административно-территориальное образование в Залесовском районе Алтайского края России. Административный центр — село Залесово.
С 1 апреля 2021 года Залесовский сельсовет как муниципальное и административно-территориальное образование упразднён в связи с преобразованием Залесовского муниципального района в муниципальный округ.

## Население
| 1997  | 1998  | 1999  | 2000  | 2001  | 2002  |
| ----- | ----- | ----- | ----- | ----- | ----- |
| 8716  | ↗8857 | ↘8790 | ↘8674 | ↘8609 | ↘8320 |
| 2003  | 2004  | 2005  | 2006  | 2007  | 2008  |
| ↘8299 | ↘8261 | ↘8188 | ↘8129 | ↘8054 | ↘8025 |
| 2009  | 2010  | 2011  | 2012  | 2013  | 2014  |
| ↘7964 | ↘7534 | ↘7519 | ↗7570 | ↗7608 | ↗7636 |
| 2015  | 2016  | 2017  | 2018  | 2019  | 2020  |
| ↗7646 | ↗7700 | ↗7749 | ↗7865 | ↘7852 | ↘7751 |
| 2021  |       |       |       |       |       |
| ↘7660 |       |       |       |       |       |

По результатам Всероссийской переписи населения 2010 года, численность населения муниципального образования составила 7534 человека, в том числе 3525 мужчин и 4009 женщин. Оценка Росстата на 1 января 2012 года — 7570 человек.

## Населённые пункты
В состав сельского поселения входит 2 населённых пункта:
- село Залесово,
- посёлок Муравей.